# 阿慈介
阿慈介（840年代—10世纪），又作阿慈个、阿字蓋，後百濟国王甄萱的父亲，出身尙州古寧郡嘉善縣。

## 生平
阿慈介本姓李，後以甄爲氏。阿慈介以農自活，後起家爲將軍。甄萱出生孺褓時，阿慈介在田里耕种，母亲送饭，以兒置于林下，虎來喂乳，乡人听说後称異。918年九月，尙州賊帥阿字盖遣使附高丽，高丽太祖命備儀迎接。
《三国遗事》引用《李磾家記》，说阿慈介出自新罗王族。真兴王的第三个儿子是金仇轮，金仇轮的儿子是波珍湌金善品。金善品的儿子是角干金酌珍。金酌珍娶王咬巴里为妻。生下儿子角干金元善，金元善就是阿慈介。金善品也是7世纪前期的人物，而阿慈介、甄萱活跃在9世纪末、10世纪前期。三百多年仅仅繁衍祖孙三代基本是没有可能。甄萱出自新罗王族很可能是野史的附会之辞。

## 家族
- 第一夫人：上院夫人
  - 子：甄萱
  - 子：能哀
- 第二夫人：南院夫人
  - 子：龍蓋
  - 女：大主刀金
  - 子：寶蓋
  - 子：小蓋